# Kosmas Indikopleustés

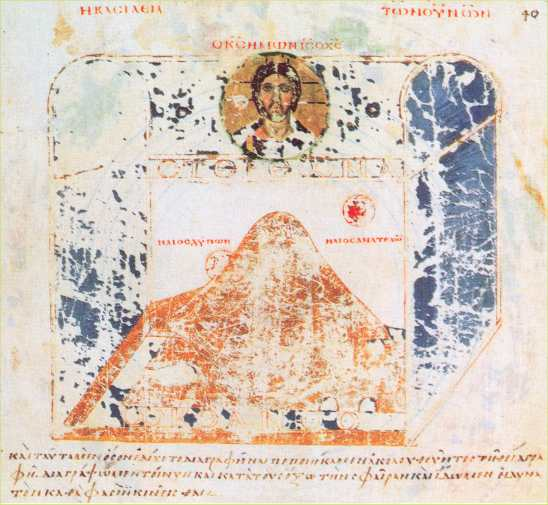
Obraz Země podle Kosmy Indikopleusta - 6. století

Kosmas Indikopleustés (doslova Indoplavec, rozumí se Mořeplavec po Indickém oceánu) byl alexandrijský kupec a později mnich Sinajského kláštera, který žil v 6. století a je autorem díla Christianiké topografia (Křesťanský místopis). V něm popsal země jižní Asie a západní Afriky, která poznal na svých obchodních cestách. Přišel v něm také s vlastním výkladem podoby Vesmíru a Země, kterou považoval za plochou obdélníkovou desku.

## Nauka
Na přelomu starověku a středověku se ve Východořímské (Byzantské) říši uchovávala bez přerušení souvislost s antickou kulturou a vzdělaností a proto byla většinově přijímána kosmologie Aristotelova. Někteří křesťanští učenci však přišli se snahou o křesťanskou kosmologii, která by byla v souladu s biblickými texty. Přívržencem této tzv. Syrské školy byl i Kosmas. Podle Kosmy se křesťan nesmí nechat unášet bludy pohanských filozofů, ale raději se vzepřít učení o kulatosti Země, protinožcích, pohybu Země a samostatném pohybu hvězd. Tyto bludy podle Kosmy totiž údajně souvisí s duševním pomatením, kterému propadli lidé při stavbě babylonské věže. Z Mezopotámie se podle něj přenesly do Egypta, kde se s nimi seznámili řečtí filozofové.
Viditelná Země se podle Kosmy podobá velesvatyni zbudované Mojžíšem, v níž se nacházela Archa úmluvy obsahující podle víry Izraele kamenné desky s desaterem božích přikázání. Země má podle Kosmy tvar obdélníku, ploché desky, jejíž délka je dvakrát větší než šířka; obklopuje ji obdélníkový oceán, za kterým na východě žili lidé před potopou světa; tam se prý rozkládá ráj, tam pramení Nil, Eufrat, Tigris a Ganga, které protékají oceánem a poté se znovu vracejí na povrch. Oceán tvoří čtyři zálivy: Římský (Středozemní moře), Arabský, Perský a Kaspický. Křišťálové stěny svatostánku tvoří nebe, říši Kristovu a blažených. Sluncem, Měsícem i hvězdami pohybují andělé, kteří navíc vysílají na Zemi vítr. V noci Slunce zapadá za vysokou horu.
Kosmův výklad je vrcholem středověké naivity v kosmologických otázkách. Přes svůj zdánlivý soulad s křesťanským učením však zůstal bez většího vlivu. Na západě bylo Kosmovo dílo neznámé, nikdy nebylo přeloženo do latiny. Ani v samotné Byzantské říši nedosáhlo většího ohlasu a byla tam nadále dávána přednost Aristotelovu učení.

## Dílo
Christianike topografia (zřejmě z roku 547) je dílem, které popisuje obchodní cesty po tehdy známém světě, v němž se Kosmas na základě Bible pokusil vytvořit protiváhu Ptolemaiově, Aristotelem rozpracované antické soustavě – systém, který by byl v souladu s křesťanským učením. Pokoušel se sladit některé obecně geografické představy antiky s doslovnou interpretací biblického místopisu. Dílo obsahuje některé zajímavé informace o zemích, jež autor navštívil či alespoň poznal z doslechu (například o Číně). Kosmas Indikopleustes je kromě toho pravděpodobně autorem dalších čtyř, dnes ztracených knih o astronomii a kosmografii, o Písni písní a žalmech.